# Glochidion wonenggau
Glochidion wonenggau är en emblikaväxtart som beskrevs av Airy Shaw. Glochidion wonenggau ingår i släktet Glochidion och familjen emblikaväxter. Inga underarter finns listade i Catalogue of Life.